# Уршак (Миякинский район)
Урша́к (баш. Өршәк) — деревня в Миякинском районе Республики Башкортостан Российской Федерации. Входит в состав Уршакбашкарамалинского сельсовета.

## География

### Географическое положение
Расстояние до:
- районного центра (Киргиз-Мияки): 37 км,
- центра сельсовета (Уршакбашкарамалы): 5 км,
- ближайшей ж/д станции (Аксёново): 80 км.

## Население
| 2002 | 2009 | 2010 |
| ---- | ---- | ---- |
| 476  | ↗495 | ↘413 |